# Romano Bertola
(Romano Bertola, Miguel son mi)
Romano Bertola (Torino, 10 maggio 1936 – Torino, 6 novembre 2017) è stato un compositore, paroliere, scrittore e cantante italiano.

## Biografia
Inizia la carriera di scrittore nel 1958, scrivendo il romanzo La stanza delle mimose, che vince il premio Cesare Pavese. Viene poi assunto da Armando Testa e comincia a lavorare nel mondo della pubblicità, scrivendo molti jingle e canzoncine per Carosello che riscuotono molto successo diventando in breve tempo un patrimonio della memoria collettiva: ricordiamo ad esempio Merenderos per la Talmone, cantata dal gruppo dei Los Gildos e con lo stesso Bertola che recita i versi Miguel son mi e Miguel son sempre mi e il cartone animato disegnato da Paul Campani (in seguito sostituito da Anacleto Marosi).
Si dedica anche alla composizione di canzoni, riscuotendo un certo successo con Un diadema di ciliegie, presentata dai Ricchi e Poveri al Festival di Sanremo 1972, e con Torna a casa mamma, incisa da Memo Remigi con il figlio Stefano. Non abbandona la pubblicità, continuando a realizzare jingle, spesso in collaborazione con il Piccolo Coro del Maffei e con gli arrangiamenti di Romano Farinatti: risalgono a questo periodo le canzoni per la merendina Fiesta (Fiesta ti tenta tre volte tanto, cantata dai Ricchi e Poveri), per i cioccolatini Pocket Coffee (Un pieno d'espresso, un pieno di sprint, Pocket Coffee), per il lievito Bertolini (Brava brava maria Rosa, ogni cosa sai far tu), per i biscotti della Maggiora (No no no, cara Baffina, questo non succede alle otto di mattina…), per le arance Birichin (Ma che paese straordinario, è il paese dell'incontrario...) e molte altre.
Collabora con Toni Pagot per la realizzazione del cartone animato Jo Condor per un Carosello della Ferrero, dando la voce al condor protagonista della pubblicità (E che, ci ho scritto Jo Condor?). Con la fine di Carosello riduce la sua attività in campo pubblicitario, pur scrivendo saltuariamente altre canzoni come Mira mira l'Olandesina, con l'arrangiamento di Victor Bach, anche incisa su 45 giri da Donatella Bianchi, valletta di Corrado, il quale è il testimonial dei prodotti Mira Lanza a fine anni Settanta; continua invece a scrivere alcuni spot radiofonici, come quello per i mobilifici Aiazzone e Granato.
Nel 1980 è autore del fortunato brano La puntura, inciso da Pippo Franco. Due anni dopo, arriva un grande successo con Carletto, incisa da Corrado (autore del testo) con Simone, figlio di Stefano Jurgens; questa canzone vince il premio più ambito nella musica leggera: il disco d'oro. Negli ultimi anni si è dedicato a tempo pieno all'attività di scrittore, e nel 2012 ha pubblicato Caro Carosello, in cui ha raccontato i suoi ricordi legati all'attività di pubblicitario per la trasmissione. Romano è morto il 6 novembre 2017 nella sua casa di Torino, all’età di 81 anni.

## Pubblicazioni (lista parziale)
- La stanza delle mimose, 1958.
- Le caramelle del diavolo, Mondadori 1991
- Includetemi fuori, Kowalski, 2003
- Tra l'inferno e il paradosso, Addiction, 2005
- Caro Carosello, Morellini, 2012

## Discografia

### 45 giri
- 1978 - Torna a casa mamma/Mi.mi.fa.sol (Feeling Record Italiana, FR 9312)

## Le principali canzoni scritte da Romano Bertola
| Anno | Titolo                                           | Autori del testo              | Autori della musica           | Interpreti      |
| ---- | ------------------------------------------------ | ----------------------------- | ----------------------------- | --------------- |
| 1967 | Miguel son mi                                    | Romano Bertola                | Romano Bertola e Aldo Lossa   | Los Gildos      |
| 1967 | Ciao Miguel                                      | Romano Bertola                | Romano Bertola                | Los Gildos      |
| 1970 | La sera                                          | Romano Bertola                | Romano Bertola                | Enrica Gardini  |
| 1970 | Ma non lo vedi che                               | Romano Bertola                | Romano Bertola                | Enrica Gardini  |
| 1971 | Aveva gli occhi verdi (come due pastiglie Valda) | Romano Bertola                | Romano Bertola                | Paulin          |
| 1972 | Un diadema di ciliegie                           | Romano Bertola                | Romano Bertola                | Ricchi e Poveri |
| 1977 | Torna a casa mamma                               | Romano Bertola                | Romano Bertola                | Memo Remigi     |
| 1977 | Dove sei cagnolino?                              | Memo Remigi                   | Romano Bertola e Memo Remigi  | Memo Remigi     |
| 1980 | La puntura                                       | Romano Bertola                | Romano Bertola e Pippo Franco | Pippo Franco    |
| 1980 | Sono Pippo col naso                              | Pippo Franco                  | Romano Bertola                | Pippo Franco    |
| 1981 | Il ragioniere                                    | Romano Bertola e Pippo Franco | Romano Bertola e Pippo Franco | Pippo Franco    |
| 1982 | Carletto                                         | Corima e Stefano Jurgens      | Romano Bertola                | Corrado         |
| 1983 | Sei contento papà?                               | Corima e Stefano Jurgens      | Romano Bertola                | Corrado         |